# Percolozous
Els percolozous (Percolozoa) són un fílum de protozous excavats, molts dels quals poden canviar entre etapes ameboides, flagel·lades i quists. La majoria viuen a terra, aigua dolça o als excrements. Hi ha algunes formes marines i paràsites, incloent l'espècie Naegleria fowleri, que poden arribar a ser patògenes per als éssers humans i sovint fatals. El grup sencer també s'anomena Jakoba, encara que aquest terme es pot restringir per als membres en etapes ameboides.
L'etapa ameboide té forma aproximadament cilíndrica, típicament amb una longitud de voltant de 20-40 μm. Tradicionalment s'han considerat com amebes lobosas, però no estan relacionades amb elles i al contrari que aquestes últimes no formen veritables lobopodis. En lloc d'això, avancen per ones eructes originats per bombaments hemisfèrics de citoplasma al marge davanter de la cèl·lula. L'etapa flagel és lleugerament més petita, amb dues o quatre flagels anteriors a una boca o solc d'alimentació ventral. L'etapa ameboide es forma generalment quan l'aliment és abundant, mentre que la flagel s'utilitza per a una locomoció ràpida.
No obstant això, no totes les espècies poden prendre dues formes, ameboides i flagel. Els gèneres Percolomones,Lyromones i Psalteriomones es coneixen només com flagel·lats, mentre que Vahlkampfiidae, Pseudovahlkampfia i Acrasidae no tenen etapes flagel·lars. Acrasida és un grup d'amebes socials que, sota condicions desfavorables, s'agreguen per formar esporangis. Aquests són superficialment similars als esporangis de Dictyosteliida, però les amebes s'agreguen només com a individus o en grups petits i no moren per formar la tija.
Loukozous es relaciona estretament amb euglenozou, amb els quals comparteixen la inusual encara que no única característica de tenir mitocondris amb crestes discoides. La presència d'un solc d'alimentació ventral en l'etapa de flagel, així com altres característiques, suggereixen que formen part del supergrup dels excavats.
Jakoba va ser inicialment definit com una classe d'amebes per Page i Blanton el 1985, encara que aquests només inclouen les espècies amb etapes ameboides. Cavalier-Smith va crear el fílum loukozous per al grup complet, afegint l'enigmàtic flagel·lat Stephanopogon. Ell va mantenir Jakoba com una classe de formes ameboides, però la majoria dels experts l'amplien per incloure també a les formes flagel·lades.